# Albert Abdullah David Sassoon

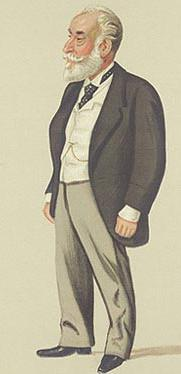
Albert A. D. Sassoon
Illustration im Magazin Vanity Fair, 1879

Sir Albert Abdullah David Sassoon, 1. Baronet KCB, CSI (* 25. Juli 1818 in Bagdad; † 24. Oktober 1896 in Brighton) war ein britisch-indischer Kaufmann und Philanthrop.

## Leben
Als ältester Sohn des jüdischen Kaufmanns David Sassoon (Familie Sassoon) wuchs Abdullah in Bagdad auf. Infolge antisemitischer Übergriffe der osmanischen Regierung floh er 1833 mit seinem Vater über Persien nach Bombay. 
In Indien ausgebildet, unterstützte Abdullah seinen Vater sehr bald bei der Leitung des von ihm begründeten einflussreichen Handelshauses David Sassoon & Co., das – insbesondere seit dem Vertrag von Nanking 1842 – auch in China aktiv war und in der Folgezeit vor allem durch Opiumhandel seinen Eigentümern legendären Reichtum bescheren sollte. Nach dem Tod des Vaters 1864 übernahm Abdullah die Leitung der Gesellschaft. Anders als sein dauerhaft nach China übergesiedelter jüngerer Bruder Elias blieb er am Firmensitz in Bombay. Er gilt auch als großer Wohltäter der Stadt: So stiftete er nicht nur die Sassoon Docks, sondern beteiligte sich u. a. auch finanziell an der Errichtung der Elphinstone High School.
Anders als noch sein Vater gab Albert Abdullah David Sassoon die orientalisch-jüdischen (sephardischen) Familientraditionen weitgehend auf und übernahm verstärkt britische Sitten und Gebräuche. Auch der Vorname Albert wurde erst nachträglich im Zuge dieses Assimilationsprozesses angenommen. 1867 wurde Albert Sassoon in den Order of the Star of India aufgenommen, 1872 schließlich zum Ritter des Order of the Bath ernannt. Wenig später siedelte er endgültig nach England über, wo er 1890 zum Baronet, of Kensington Gore in the Parish of St. Mary Abbots, Kensington, in the County of London, erhoben wurde. Er starb 1896 in Brighton.